# Joaquim Partagàs i Jaquet
Joaquim Partagàs i Jaquet   (Barcelona, 15 de setembre de 1848 - Barcelona, 28 de desembre de 1931), conegut com a El Rei de la Màgia, va ser un mag català del segle xix i començaments del xx, un dels pioners de la màgia moderna a Espanya i a l'Argentina, investigador i escriptor sobre aquest art. Era cosí de Joan Giné i Partagàs i Prudenci Sereñana i Partagàs.

## Biografia
Va néixer al carrer de la Princesa, 45, fill d'Urbà Partagàs i de Teresa Jaquet. El 1862, amb tan sols 14 anys, va entrar d'aprenent en una drogueria de la plaça de l'Oli, escrivint sobre els coneixements que va anar adquirint de les drogues i dolços que hi venia.
L'any 1868 va emigrar amb el seu germà Urbà a l'Argentina, on va treballar en una llibreria i es creu que va tenir la seva primera oportunitat d'interessar-se i llegir sobre màgia. També sembla que va ser important en la seva formació sobre aquest tema en Fructuós Canonge i Francesch, famós mag espanyol del segle xix i que casualment va actuar l'any 1874 a Buenos Aires. Just un any després, el 1875, ell i el seu germà van tornar a Espanya. Joaquim es va dedicar a aprofundir al món de la màgia, i un any més tard va tornar a l'Argentina, convertit en mag professional. L'any 1877 ja estava de gira per Argentina, Uruguai i Brasil, apareixent en la premsa com el Taumaturgo Catalán i obtenint un gran èxit.
El 1878 va tornar definitivament a Barcelona i va estar de gira per diversos llocs d'Europa, i va debutar al Teatre Romea l'any 1879. L'any 1881 va inaugurar la botiga El Rei de la Màgia al carrer de la Princesa, 11, que continua en funcionament i ha estat una gran referència per a tots els mags espanyols.

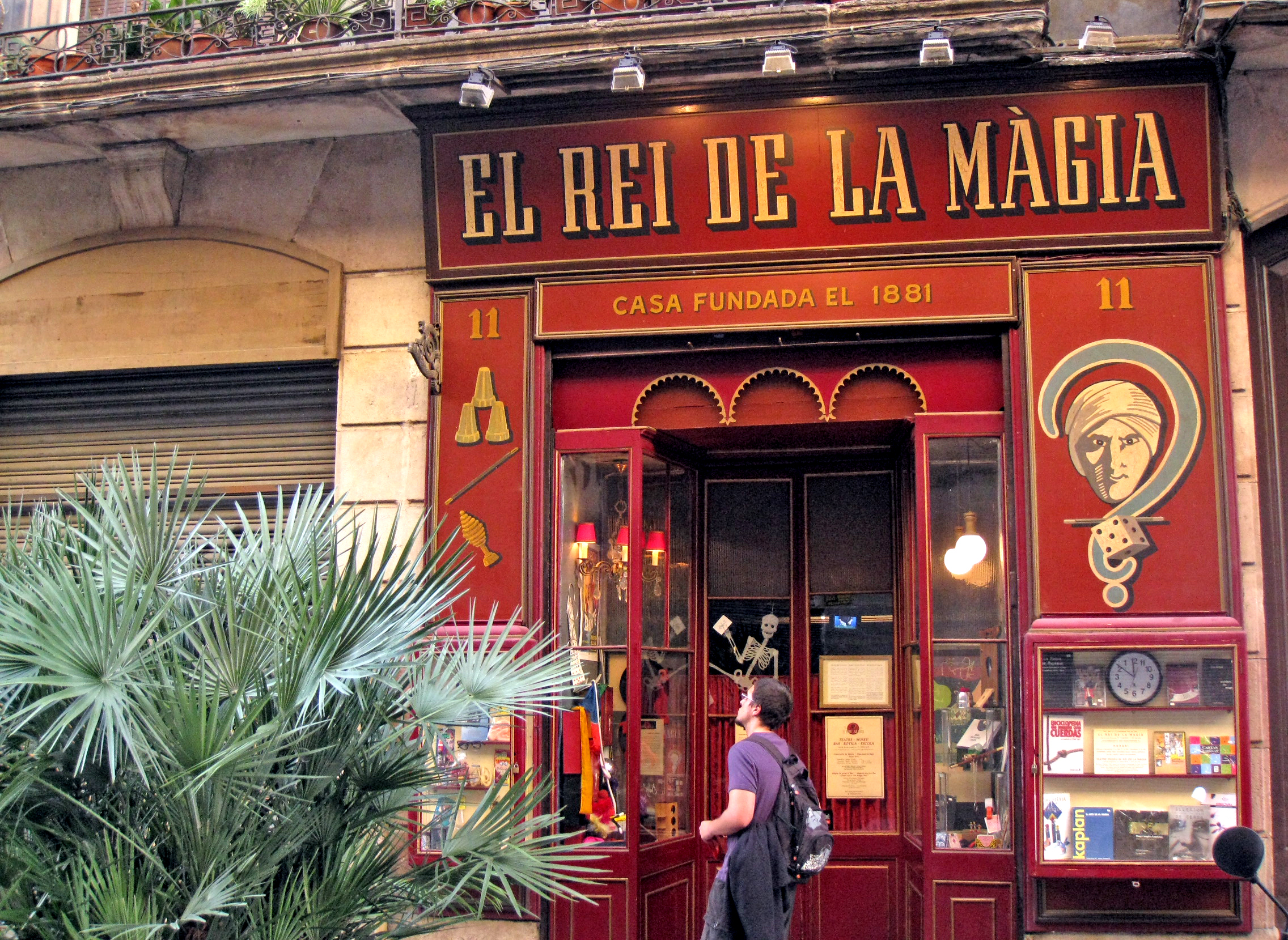
Botiga El Rei de la Màgia

## El Saló Màgic
A París va conèixer el teatre de Robert Houdin, que va prendre com a model per obrir el 1894 el seu Saló Màgic a la Rambla del Centre, 30 de Barcelona. A més dels seus espectacles de màgia, des de 1897 s'hi feien projeccions de cinema, sent un dels locals pioners de l'ús del cinematògraf a Espanya.

## Llibres
- Llibre per lo coneixement de drogues (1866)[2]
- El prestigitador Optimus o Màgia Espectral (1900)[7]

## Gegantó Joaquim Partagàs
La figura està vinculada Amics dels Gegants a la colla del carrer de la Princesa i actualment és propietat de la família gegantera Nogués-Rodés. La seva singularitat és un mecanisme que fa que, del barret de copa que duu a la mà, en surti un conillet blanc.
És obra del Taller el Drac Petit de Terrassa, que l'enllestí el 2002. S'estrenà aquell mateix any per Santa Eulàlia, a la trobada de gegants de la Ciutat Vella. Des d'aleshores, és ben habitual que acompanyi la parella de gegants Emili i Maria Loreto a les eixides per la ciutat. Participa cada any en la passejada dels Oriols, juntament amb l'Emili, i en la festa major del barri. També és ben habitual que surti a passejar i dansar en més trobades i cercaviles barcelonines, sempre portat per la colla del carrer de la Princesa.